# یواس‌اس والنتر (۱۸۶۳)
یواس‌اس والنتر (۱۸۶۳) (به انگلیسی: USS Volunteer (1863)) یک کشتی بود که طول آن not known بود.